# 盤古奇異長扁朽木蟲
盤古奇異長扁朽木蟲是目前奇異長扁朽木蟲屬的唯一成員。

## 形態描述
本種身體及足部全成黑色且具光澤，體表佈滿密集妥點刻。雄蟲身體修長，體型稍扁，翅鞘後緣強烈縮窄。體上覆有黃色細毛。眼大型，與觸角基部毗鄰。觸角絲狀，向後延伸至翅鞘肩部（humeri），觸角柄節成圓柱狀，為最粗的一節觸角小節（antennomeres），梗節短。小顎鬚頂端斧狀，頂緣稍成圓弧。前胸背板前緣平截，後緣成雙曲狀。
鞘翅修長，前半部外緣大致成平行並於末端縮窄，前2/3有稀疏的縱狀淺溝。前胸背板前端圓鈍，肩部較前胸背板稍寬。足修長，跗節式5-5-4，爪式簡單。陽莖器劍形，基片中段外緣縮窄。陽莖基側突頂端稍為分開，背側內緣有一條溝，基側1/3處外緣開始縮窄。中葉成修長棍棒狀，自頂蓋（tegmen）衍出。
本種尚未有雌蟲形態發現。

## 分類學
本種屬於長扁朽木蟲科的成員，原先被分於長扁朽木蟲屬（Synchroa）之中，但其生殖器構造上同時有長扁朽木蟲屬和小長扁朽木蟲屬的特徵。後來蕭昀等人進一步分析後，決定將其劃為一獨立新屬--奇異長扁朽木蟲屬（Thescelosynchroa）。

## 發現過程
2016年，台灣大學昆蟲系學生蕭昀於廣州中山大學交換期間，檢查該校生物博物館的館藏標本時發現該物種，並以中國創世神祇盤古命名為盤古長扁朽木蟲（Synchroa pangu）。當時即已發現該種與典型的長扁朽木蟲屬不同，特別在生殖器構造上同時有長扁朽木蟲屬和小長扁朽木蟲屬的特徵。然而當時無法比對本科多數物種，因此將本種依既有分類系統置放於長扁朽木蟲屬。2018年，蕭昀等人在檢視長扁朽木蟲科大多數物種的形態資訊後，認為其系統發育分析結果皆支持本種應屬於一獨立屬別，將其描述為奇異長扁朽木蟲屬。

## 鑑別診斷
本種可藉由其具光澤的全黑體色與其他長扁朽木蟲進行鑑別，前胸較翅鞘肩部稍窄。翅鞘前半外緣大致成平行，前2/3有稀疏的縱狀淺溝；前胸突（prosternal process）橢圓。陽莖基側突（paramere）基部1/3外緣縮窄且長，中葉（median lobe）自頂蓋（tegmen）衍出，成修長且成棍棒狀。

## 分布及棲地
本種目前僅知分布於中國四川省。